# Megisthanoidea
Megisthanoidea Berlese, 1914 é uma superfamília de ácaros do clade Antennophorina da ordem Mesostigmata. 

## Taxonomia
A superfamília Megisthanoidea inclui as seguintes famílias:
- Hoplomegistidae Camin & Gorirossi, 1955
- Megisthanidae Berlese, 1914